# H-1
H-1 — жидкостный ракетный двигатель работающий на керосине и кислороде, использовался на Сатурн-IB и на некоторых ракета-носителе Delta-2.
После программы Аполлон-11 оставшиеся двигатели переделали и переименовали на двигатели RS-27 которые используются на ракетоносителе Delta-ll и Delta-III